# 圣德梅特里奥-内韦斯蒂尼
圣德梅特里奥-内韦斯蒂尼（義大利語：San Demetrio ne' Vestini），是意大利阿奎拉省的一个市镇。总面积16.33平方公里，人口1828人，人口密度111.9人/平方公里（2009年）。ISTAT代码为066087。